# Diospyros polita
Diospyros polita är en tvåhjärtbladig växtart som beskrevs av Bakh. Diospyros polita ingår i släktet Diospyros och familjen Ebenaceae. Inga underarter finns listade i Catalogue of Life.